# Работа Владимира Путина в органах власти Ленинграда и Санкт-Петербурга
Работа Владимира Путина в органах власти Ленинграда — Санкт-Петербурга осуществлялась с 1990 по 1996 годы (5 сентября 1991 года Ленинград был переименован в Санкт-Петербург). В этот период Владимир Путин занимал в органах власти следующие должности:
- 1990—1991 — советник председателя Ленинградского городского совета А. А. Собчака.
- 1991—1992 — председатель Комитета по внешним связям мэрии Ленинграда (Санкт-Петербурга).
- 1992—1994 — заместитель мэра Санкт-Петербурга, председатель Комитета по внешним связям мэрии Санкт-Петербурга.
- 1994—1996 — первый заместитель председателя правительства Санкт-Петербурга (с 1995 название должности — первый заместитель мэра Санкт-Петербурга), председатель Комитета по внешним связям мэрии Санкт-Петербурга.

В августе 1996 года, после поражения Собчака на выборах губернатора Санкт-Петербурга 3 июля 1996 года, Путин ушёл в отставку и перешёл на работу в Управление делами Президента Российской Федерации.
В 1995—1997 годах В. В. Путин был председателем совета Санкт-Петербургского отделения движения «Наш дом — Россия».

## Работа в Ленсовете
По возвращении из командировки в ГДР в Ленинград в январе 1990 года, оставаясь кадровым офицером КГБ, Путин занял должность помощника ректора ЛГУ по международным вопросам. В мае 1990 года, вскоре после избрания А. Собчака председателем Ленсовета (23 мая), стал советником председателя Ленсовета.
Сам Путин утверждает, что переход на другую работу последовал за просьбой одного из его друзей по университету, а своё непосредственное начальство из КГБ он поставил в известность, когда договорённость о назначении была уже достигнута. Однако бытует версия, что этот переход произошёл «по рекомендации» его начальства в КГБ.
Уже тогда фактическое влияние Путина на Собчака значительно превосходило формальное (что не отрицает и сам Путин). Дмитрий Ленков, бывший в Ленсовете координатором фракции «Демократическая Россия», вспоминает, что взаимоотношения Путина с депутатами «носили вполне позитивный характер»: так, именно Путин стал инициатором переговоров между фракцией «Демократическая Россия» и Собчаком в период обострения взаимоотношений депутатов и председателя Совета в начале 1991 года.

## Работа в мэрии

### 1991 год
Одним из первых своих распоряжений после избрания мэром (12 июня) Анатолий Собчак 28 июня создал Комитет мэрии по внешним связям и назначил его председателем Владимира Путина.
Во время августовского путча, 20 августа 1991 года, Путин (как он сам вспоминает) подал повторный рапорт об увольнении из КГБ, который был на следующий день подписан; из КПСС не выходил (прекратил членство в связи с её запретом 6 ноября 1991).
В 1991 году Путин предложил режиссёру Игорю Шадхану снять цикл телефильмов «Власть» о команде Собчака, после чего было записано первое интервью с Путиным. По его собственным словам, причиной было желание публично рассказать о своей работе в КГБ.
В декабре 1991 года Собчак назначил Путина председателем Наблюдательного совета по казино и игорному бизнесу. По признанию Путина, меры по контролю за игорным бизнесом были безуспешными: несмотря на то, что контрольный пакет акций всех казино города принадлежал муниципальному предприятию, «все деньги со столов уходили чёрным налом».
Муниципальное предприятие «Нева-Шанс» являлось соучредителем компании «Казино Нева»; оба предприятия были зарегистрированы по адресу Комитета по внешним связям. В 1993 году в ходе прокурорской проверки выяснилось, что все игорные заведения в городе, кроме казино «Адмирал», принадлежавшего «Казино Нева», работали без лицензии, а выдача разрешения на занятие игорным бизнесом фирме «Ленатракцион» за подписью Путина была незаконной. В интервью «Новой газете» японский предприниматель Кинъити Камиясу рассказал, что в начале 90-х лидеры малышевской ОПГ Геннадий Петров и Сергей Кузьмин приглашали его к участию в создании «Казино Нева». В то время он являлся представителем фирмы, занимавшейся поставкой игровых автоматов; по его словам, Петров и Кузьмин полностью контролировали «Казино Нева», а также имели влияние на налоговую службу. В 1993 году суд взыскал 15 миллионов рублей с предприятия «Невская мелодия», также являвшегося филиалом «Невы-Шанс». Как утверждает Камиясу, решение было связано с желанием Петрова и Кузьмина завладеть казино своего конкурента Владимира Кумарина.

#### Расследование деятельности Комитета мэрии по внешним связям (1992)
10 января 1992 года Ленсоветом была создана депутатская рабочая группа по расследованию деятельности Комитета мэрии по внешним связям во главе с Мариной Салье и Юрием Гладковым. Скандал был связан с действовавшей тогда программой, которую осуществлял КВС во главе с Путиным и содержание которой сам Путин впоследствии определил так: «[бизнесменам] разрешают продать за границу товары, главным образом сырьевой группы, а они под это обязуются поставить продукты питания»; эта схема считалась единственным вариантом выхода из продовольственного кризиса. Путин обвинялся в том, что «выдавал лицензии на вывоз за рубеж для продажи по бартеру нефти, леса, цветных и редкоземельных металлов сомнительным и малоизвестным фирмам, зачастую созданным накануне. Помимо этого, в большинстве случаев лицензии выдавались заранее — до заключения договоров с западными партнёрами и без предъявления документов о наличии товаров». Путин обвинялся в том, что назначал демпинговые цены, и в результате нанёс городу значительный материальный ущерб. По мнению Салье, имели место «фантастические, баснословные размеры комиссионных, которые предусматривались все теми же договорами, — от 25 до 50 %. При этом санкции за непоставку продовольствия были ничтожны». Отмечается, в частности, что Путин лично выдавал лицензии на поставку нефтепродуктов фирме, во главе которой стоял дважды судимый уголовник, арестовывавшийся за махинации также в США; что он заключил договор на сумму 6 миллионов немецких марок с фирмой, уставной капитал которой составлял 16 тысяч марок. С другой стороны, по словам Салье, если цены на сырьё занижались, то цены на продовольствие завышались, хотя и не столь существенно; «но, поскольку объёмы были большие, разница была очень существенная, что, несомненно, наносило ущерб городу.» По оценкам Салье, только от договоров с сомнительными фирмами город потерпел ущерб не менее 92 млн долларов. Кроме того, Марина Салье отмечает таинственные «исчезновения» сырья. Отмечаются такие факты, как "исчезновение 997 тонн особого чистого алюминия стоимостью более 717 млн долларов. По словам Салье, «договоры и лицензии на этот вид ресурсов депутатской группе не были предъявлены». «Точно так же исчезло неизвестно куда 20 000 тонн цемента. Осталось также 100 000 тонн хлопка на сумму 120 млн долларов, и т. д., и т. д.» С учётом этих «исчезновений» Салье определяет ущерб, нанесенный Путиным городу, в 850 млн долларов.

Выводы комиссии, подписанные 23 марта, гласили, что КВС не соблюдал важнейших условий, гарантирующих осуществление любого из подписанных контрактов; большинство подписанных им договоров являлось юридически ущербными и могло быть признано недействительными; все выданные им лицензии были незаконны; в действиях Путина и его заместителя Аникина просматривалась «особая заинтересованность в заключении договоров и выдаче лицензий определённым фирмам и лицам»; КВС принял на себя несвойственные ему функции оптовой организации, не имея в то же время ценовой политики;. Путин и Аникин проявили «полную некомпетентность, граничащую с недобросовестностью при составлении договоров, лицензий, иных документов, беспрецедентную халатность и безответственность при представлении документов депутатской группе, что подтверждается многочисленными расхождениями данных в разных документах»; основная задача, поставленная перед КВС мэрии Ленинграда (Санкт-Петербурга), — обеспечение существенных поставок в город продовольствия в первом квартале 1992 года — выполнена не была. Комиссия рекомендовала отстранить Путина и Аникина от занимаемых должностей и направить материалы в прокуратуру. Ленсовет одобрил действия комиссии и её рекомендации, постановив:

2. Согласиться с основными выводами и рекомендациями, изложенными в прилагаемом отчёте депутатской группы.
3. Отметить неудовлетворительную работу Комитета по внешним связям (…).
4. Предложить мэру Санкт-Петербурга рассмотреть вопрос о соответствии занимаемым должностям председателя Комитета по внешним связям при мэре В. В. Путина и начальника Управления внешнеэкономических связей комитета А. Г. Аникина.

7. Передать материалы, подготовленные рабочей депутатской группой, в прокуратуру Санкт-Петербурга.
Газета «Совершенно секретно» от 8 августа 2000 года писала: «В 1992 году Петр Авен, которого ныне принято называть олигархом из группы „Альфа“, будучи министром внешнеэкономических связей России, своим распоряжением передал функции представителя МВЭС по Санкт-Петербургу Владимиру Путину. Быть может, это назначение спасло Путина от возможного участия в серьёзном расследовании по поводу выдачи руководимым им комитетом экспортных лицензий на весьма крупные объёмы нефтепродуктов, цветных металлов и других серьёзных товаров. Комитет не имел на это права, а большинство фирм, с которыми он заключил контракты для ввоза в Санкт-Петербург продуктов питания, оказалось подставными компаниями».
После назначения Путина премьер-министром, а затем избрания президентом материалы этой проверки оказались в центре внимания ряда СМИ.
Путин в книге «От первого лица» дал свои объяснения скандалу. Он признал, что «некоторые фирмы … не завезли из-за границы продукты или завезли не в полном объёме», нарушив свои обязательства перед городом. Также он признал, что контракты заключались с фирмами-однодневками: «подавать на них в суд было бессмысленно — они растворялись немедленно: прекращали свою деятельность, вывозили товар. По существу, предъявить-то им было нечего». Деятельность «комиссии Салье» он прокомментировал так: «Да там фактически расследования никакого не было. Да и быть не могло. В уголовном порядке преследовать было не за что и некого». По его мнению, всё это было устроено с целью его увольнения: части депутатов не нравилось, что он — бывший кэгэбэшник, некоторые же «напрямую работали с теми фирмами, которые хотели на этих сделках заработать, а им ничего не досталось», и они «на это место хотели поставить своего человека». Марина Салье в ответ обвиняет Путина во лжи. На утверждение, что депутаты якобы напрямую работали с фирмами, она возражает: «Такие факты мне не известны, а вот то, что одна из фирм — МТПЦ „Комплекс“, — с которой КВС заключил договор, была учреждена одним из комитетов мэрии и размещалась по адресу путинского комитета, В. Иванидзе узнал точно». Опровергая утверждения, что КВС якобы не выдавал лицензии, она приводит цитату из подписанного Путиным документа: «По состоянию дел на 13.01.92 г. Комитетом по внешним связям мэрии Санкт-Петербурга выданы лицензии, перечень и объёмы которых приведены в таблице».
Бывший председатель комитета Петросовета по внешнеэкономическим связям Дмитрий Ленков в то же время утверждал: «были проведены публичные слушания, на которых Путин признал ошибки, в результате большинство сделок не состоялось, и виновные были наказаны». По словам Марины Салье, «дело было передано в контрольное управление администрацией Президента Юрию Болдыреву. Болдырев назначил комиссию, комиссия приехала в Питер и никаких результатов. Болдырев скоро ушёл в отставку». Болдырев направил официальное письмо министру внешнеэкономических связей Петру Авену, в котором, в связи с тем, что поступившие в Контрольное управление материалы свидетельствовали о возможной необходимости отстранения председателя Комитета по внешним связям мэрии Санкт-Петербурга Путина В. В. от занимаемой должности, просил не рассматривать вопрос о назначении Путина В. В. на какие-либо должности впредь до рассмотрения этих материалов Контрольным управлением. Судебного продолжения дело не получило. По данным политолога Алексея Мухина, большой вклад в развал дела и вывод Путина из-под удара внёс эксперт КВС и помощник Путина Дмитрий Медведев.
Бывший старший офицер управления внешней разведки КГБ Фелипе Туровер утверждал, что помог Путину создать схему «нефть в обмен на продовольствие». Туровер рассказал, что его отправили в Санкт-Петербург, чтобы помочь разработать схему выплаты долгов некоторым «дружественным фирмам». Одной из них, как он утверждал, была итальянская компания Casa Grande del Favore, которая, по его словам, была одной из немногих инженерных фирм, способных выполнять операции, необходимые для ремонта канализационной системы города. Он посоветовал Путину создать схему «Нефть в обмен на продовольствие». Туровер утверждал, что другого выхода не было, потому что российский государственный банк, отвечающий за зарубежные операции, Внешэкономбанк, находился в состоянии коллапса, а счета, официально связанные с мэрией, были бы заморожены вместе с другими счетами, конфискованными в результате советского банкротства. Туровер настаивал на том, что Путин никогда не крал фонды, которые он помог создать с помощью схемы «нефть в обмен на продовольствие», но потратил часть денег, по его словам, «потому что ему нужно было путешествовать, платить за отели и, вероятно, ему также нужно было есть».

### 1992—1996 годы
Оставаясь председателем Комитета по внешним связям мэрии, Путин в 1992 году был назначен заместителем мэра, а в марте 1994 года — 1-м заместителем председателя Правительства Санкт-Петербурга. На этом посту он возглавлял городскую комиссию по оперативным вопросам, курировал правоохранительные органы, Управление по связям с общественностью, взаимодействие с Законодательным Собранием Санкт-Петербурга.
В мае 1995 года Путин сначала возглавил оргкомитет Санкт-Петербургского регионального отделения НДР, а затем был избран его председателем. На декабрьских выборах в государственную думу блок «Наш дом — Россия» набрал в Санкт-Петербурге 12,8 % (результат по России — 10,13 %).
В качестве основных достижений Комитета по внешним связям при Путине бывший его заместитель Владимир Чуров отмечает:
- Открытие в Санкт-Петербурге первых в стране представительств западных банков.
- Создание инвестиционных зон «Парнас» и зоны в районе Пулковских высот; первым крупным западным инвестором стала компания «Кока-кола», пустившая в 1995 году первую очередь завода.
- Завершение укладки волоконно-оптического кабеля на Копенгаген, что позволило обеспечить Санкт-Петербург качественной международной телефонной связью.
- Создание в 1994 году по инициативе Путина факультета международных отношений СПбГУ.

### Губернаторские выборы 1996 года
В ряде публикаций (в том числе тогдашнего помощника председателя Законодательного Собрания Бориса Вишневского) Путин назван руководителем предвыборной кампании А. Собчака на губернаторских выборах 1996 года, в которой он потерпел поражение. Согласно свидетельству Вишневского, Путин с помощью Сергея Миронова лично провел в Законодательном собрании выгодное Собчаку постановление о переносе выборов на более ранний срок, при том столь беспардонными средствами, что это вызвало возмущение против Собчака и весьма способствовало его поражению. По словам самого Путина, Собчак решил лично руководить штабом, а его и Кудрина попросил продолжать заниматься городом; после первого тура, продемонстрировавшего популярность Яковлева, они с Кудриным «ещё раз всё же попытались включиться, но это было уже бессмысленно». Собчак же называет номинальным руководителем штаба А. Прохоренко, которого считает «двойным агентом».
Незадолго до выборов Путин назвал Яковлева (бывшего, подобно ему, вице-мэром при Собчаке) «Иудой», который «ударил Собчаку в спину». По Петербургу ходил слух о том, что Собчак и Путин якобы готовят покушение на Яковлева, исполнителем которого должен стать их охранник Роман Цепов. По некоторым данным, Яковлев при встрече прямо спросил Путина: «Володя, неужели вы с Собчаком дошли до того, что готовите на меня покушение?», на что последний ответил: «Да ты в зеркало на себя погляди, кому ты нужен?!»
Во время предвыборной кампании большинство заместителей Собчака подписало письмо, что в случае победы Яковлева они уйдут в отставку (как утверждает Путин, именно он был инициатором этого заявления), однако выполнили это обещание немногие. Среди ушедших из правительства Санкт-Петербурга был и Путин, однако версии его ухода существуют разные. Согласно одной из них, Яковлев предложил Путину остаться, на что тот ответил отказом (этой же версии придерживается и сам Путин). Однако Борис Вишневский утверждает, что отказ Путина от предложения Яковлева остаться — это миф; «на самом деле, Владимира Владимировича немедленно выставили за дверь, причём в весьма оскорбительной форме. Новый губернатор, конечно же, не собирался оставлять на должности человека, который перед выборами назвал его „иудой“, да ещё и руководил штабом злейшего врага.».

## Последующие обвинения, связанные с работой в мэрии
Как отмечает исследователь В. Прибыловский, Комитет мэрии по внешнеэкономическим связям мэрии (КВС) стал чем-то вроде «многопрофильного концерна», явившегося соучредителем множества фирм, руководители которых ныне вошли в круг экономико-политической элиты, именуемой Прибыловским «путинской олигархией». Впоследствии «Новая газета» на примерах продемонстрировала, что петербургские деятели, фигурировавшие в одних уголовных делах с Путиным (в том числе Алексей Кудрин, Герман Греф, Михаил Лесин), в его президентство сделали успешные карьеры.
Некоторые источники утверждают, что с 1992 по 1999 год Путин был связан с российско-германской фирмой СПАГ («Санкт-Петербургское общество недвижимости и долевого участия»), которую прокуратура государства Лихтенштейн обвиняет в том, что она занималась отмыванием денег и, в частности, была связана с колумбийской наркомафией.
Сам Путин (через пресс-секретаря) отрицал связи с этой фирмой; руководство фирмы утверждает, что он занимал там номинальную и неоплачиваемую должность консультанта; однако журналисты «Ньюсуик», проведшие собственные расследования, утверждают, что Путин был вовлечён в дела фирмы «гораздо сильнее, чем Кремль готов признать». Со своей стороны, «Новая газета» опубликовала документы, из которых следует, что Путин в 1992 году был «полноценным зампредседателя наблюдательного совета. По уставу — вторым лицом среди тех, кто избирал руководителя СПАГа. И третьим по важности лицом в организации».
В августе 1999 года в газете «Версия» (17—23.08.1999) Олег Лурье и Инга Савельева опубликовали статью «Четыре вопроса к наследнику престола». В ней излагались обвинения в коррупции согласно документам, попавшим в руки журналистов: именно, обвинения в причастности к криминальной приватизации 11-го телеканала, Балтийского пароходства и гостиницы «Астория», продаже за границу судов по заниженным ценам и военных кораблей, хищении бюджетных средств, выделенных на строительство, на которые Путин якобы приобрел гостиницу и виллу в Испании, и т. д., а также цитировались данные журнала Global Finance, включившего Путина, как миллионера, в число 600 самых влиятельных людей в мире в области финансов. В статье указывались конкретные уголовные дела, связанные с Путиным, и ведущие их следователи. О. Лурье утверждал, что ему была передана в электронном виде, предположительно бывшим сотрудником ФСБ, часть досье Путина, заведенного на него в спецслужбах; отрывки из документа (в частности, о предполагаемых связях Путина с криминальным миром) он впоследствии цитировал в «Новой газете». Эксперты, опрошенные «Новой газетой» (офицер ФСБ и сотрудник Генеральной прокуратуры), разошлись во мнениях: первый опознал в нём часть подлинного досье спецслужб, второй заподозрил фальшивку, базирующуюся, впрочем, на реальных, но тенденциозно сгруппированных фактах. «Новая газета» обращалась за разъяснениями и к «кремлёвскому окружению президента», но последнее прореагировало молчанием.
Статья Лурье и Савельевой по смыслу, а местами и текстуально совпадает с так называемой «Справкой о Путине В. В.»; но цитаты, приводимые Лурье в «Новой газете», со «Справкой» не совпадают. «Справка» впервые была процитирована «МК» 18.08.1999 — то есть одновременно со статьей Лурье — в качестве документа, который уже давно «гуляет по кабинетам»; впоследствии полностью опубликована на сайте «Стрингер» (сайт принадлежит Александру Коржакову, и историк Ю. Фельштинский считает его весьма осведомлённым источником). Кроме упомянутых эпизодов, в «Справке» подробно говорится о сборе Путиным денег с бизнесменов (вымогательстве).
В статье Лурье — Савельевой, написанной в форме вопросов Путину, подчеркивалось, что столь важную информацию следует либо подтвердить, либо опровергнуть. Однако никакой реакции не последовало; не прореагировал Кремль и на прямой запрос «Новой газеты». «Следователь Андрей Зыков ещё в 90-х годах занимался знаменитым делом „20-го треста“ об уводе этой строительной фирмой миллионов бюджетных денег за границу. Документы о перечислении денег „20-му тресту“ визировал тогда вице-мэр Петербурга Владимир Путин. Это было единственное дело в истории следственного комитета МВД, о ходе которого следователи отчитывались лично перед министром внутренних дел. После высоких назначений Владимира Путина дело было закрыто, а документы за его подписью исчезли…»
И в статье Лурье, и в «Справке» подробно говорится о начальнике фирмы, охранявшей Путина, — Романе Цепове, который, по версии этих документов, был «ближайшей связью Путина по коммерческой деятельности» и собирал для Путина деньги при лицензировании игорного бизнеса (по «Справке» — от 100 до 300 тыс. долларов за лицензию), тогда как Путин обеспечивал его документами прикрытия (Цепов числился офицером РУБОП). Цепов, которого журналисты впоследствии назвали «легендой бандитского Петербурга», фигурант ряда уголовных дел, участвовал в инаугурации Путина; при Путине его называли «серым кардиналом» петербургских правоохранительных органов и «охранным олигархом» и приписывали ему решающее влияние на назначения в ГУВД,. Впоследствии Цепов пытался выступить в роли посредника между правительством и НК ЮКОС, а 11 сентября 2004 года он был отравлен и 24 сентября умер в больнице. Своеобразный способ отравления, предполагавший медленную и мучительную смерть, был, как отмечали, не характерен для криминальных разборок. По некоторым предположениям, Цепов был отравлен с помощью радиоактивных веществ.
В июне 2008 года, в ходе задержания полицией ряда российских граждан в Испании, внимание мировых СМИ было вновь привлечено к многочисленным публикациям в европейских СМИ, посвящённым связям Путина в 1990-е с предполагаемым главой «тамбовской» ОПГ Владимиром Кумариным, арестованным в августе 2007 года по обвинению в руководстве данной преступной группировкой.

## Выходцы из Санкт-Петербурга на наиболее важных постах в Москве после 1999 года
Приход В. В. Путина к власти в России вызвал значительный приток выходцев из Санкт-Петербурга в федеральные властные структуры и в крупный бизнес (в первую очередь — компании, контролируемые государством). Собирательное название «московские петербуржцы» было вытеснено словом «питерские». Первоначально «питерские» часто противопоставлялись «Семье» (то есть бывшему близкому окружению Бориса Ельцина). Постепенно слово «питерские» приобрело негативную коннотацию.

### Непосредственные подчинённые В. В. Путина в мэрии
|                               | Должность в мэрии Санкт-Петербурга                              | Важнейшие должности после 2000 года |
| ----------------------------- | --------------------------------------------------------------- | --- |
| Сечин, Игорь Иванович         | Начальник аппарата В. В. Путина                                 | Зам. руководителя Администрации Президента Российской Федерации, президент компании «Роснефть» |
| Медведев, Дмитрий Анатольевич | Эксперт Комитета по внешним связям (1991—1995)                  | Руководитель Администрации Президента Российской Федерации (2003—2005), 1-й заместитель Председателя Правительства Российской Федерации (2005—2008), Президент Российской Федерации (2008—2012), Председатель Правительства Российской Федерации (2012—2020), Заместитель Председателя Совета Безопасности РФ (с 2020) |
| Миллер, Алексей Борисович     | Заместитель председателя Комитета по внешним связям (по 1996)   | Председатель Правления ОАО «Газпром» (с 2001) |
| Зубков, Виктор Алексеевич     | Заместитель председателя Комитета по внешним связям (1991—1993) | Председатель Правительства Российской Федерации (2007—2008), 1-й заместитель Председателя Правительства Российской Федерации (с 2008) |
| Чуров, Владимир Евгеньевич    | Заместитель председателя Комитета по внешним связям (с 1995)    | Председатель Центральной избирательной комиссии Российской Федерации (2007—2016) |

### Сотрудники других подразделений
В 1990-х годах на работу в Правительство, Администрацию Президента России и в крупные государственные компании перешёл ряд бывших сотрудников мэрии Санкт-Петербурга (в основном — из экономического блока). В период президентства Путина наиболее высокие должности из них занимали:
- Алексей Кудрин — министр финансов Российской Федерации (2000—2011), одновременно (в 2000—2004 и 2007—2011) — заместитель Председателя Правительства Российской Федерации.
- Герман Греф — министр экономического развития и торговли Российской Федерации (2000—2007), президент и председатель правления Сбербанка России (с 2007).
- Анатолий Чубайс — председатель правления РАО «ЕЭС».

К этому же кругу можно отнести и перешедшего в 1991 году в Правительство Российской Федерации непосредственно с преподавательской работы С. М. Игнатьева.
- Сергей Игнатьев — председатель Центрального банка Российской Федерации (2002—2013).

В таблице перечислены сотрудники мэрии Санкт-Петербурга, федеральных структур в Санкт-Петербурге (за исключением силовых) и региональных монополистов, перешедшие на работу в Москву в федеральные органы власти после августа 1999 года на наиболее значительные должности.
| | Должность | Важнейшие должности после 2000 года |
| --- | --- | --- |
| Козак, Дмитрий Николаевич | Начальник Юридического комитета мэрии (с 1994)                                                                 | Руководитель аппарата Правительства Российской Федерации (1999—2000, 2004) — заместитель руководителя Администрации Президента Российской Федерации (2000—2004) — полномочный представитель Президента Российской Федерации в Южном федеральном округе (2004—2007) — Министр регионального развития Российской Федерации (2007—2008) — Заместитель Председателя Правительства Российской Федерации (c 2008) |
| Иванов, Виктор Петрович | Начальник Управления административных органов мэрии (1994—1996)                                                | Зам. руководителя Администрации Президента Российской Федерации (2000—2004), помощник Президента Российской Федерации (с 2004) |
| Кожин, Владимир Игоревич | Начальник Северо-Западного центра Федерального управления валютного и экспортного контроля РФ (с 1994)         | Управляющий делами Президента Российской Федерации (с 2000) |
| Рейман, Леонид Дододжонович | Директор по международным связям АО «Петербургская телефонная сеть» (с 1994)                                   | Министр по связи и информатизации Российской Федерации (1999—2004), министр информационных технологий и связи Российской Федерации (2004—2008) |
| В начале 2004 года на работу в Москву в федеральные органы власти перешли ещё несколько выходцев из органов власти Санкт-Петербурга; среди них: | | |
| Нарышкин, Сергей Евгеньевич | Начальник отдела Комитета по экономическому развитию, затем Комитета по экономике и финансам мэрии (1992—1995) | Зам. руководителя (март — сентябрь 2004), руководитель Аппарата Правительства Российской Федерации (с сентября 2004), одновременно — заместитель председателя Правительства Российской Федерации (с 2007) |

### Сотрудники силовых структур Санкт-Петербурга
В таблице перечислены сотрудники силовых структур Российской Федерации в Ленинграде — Санкт-Петербурге в 1975—1984 и 1990—1996, занявшие наиболее высокие должности при В. В. Путине.
|                                 | Должность | Важнейшие должности после 2000 года |
| ------------------------------- | --- | --- |
| Иванов, Сергей Борисович        | Сотрудник Ленинградского УКГБ СССР (1976—1977) | Зам. директора ФСБ России (август 1998—1999), секретарь Совета Безопасности Российской Федерации (1994—2001), министр обороны Российской Федерации (2001—2007), 1-й заместитель председателя Правительства Российской Федерации (2007—2008), заместитель председателя Правительства Российской Федерации (2008—2011), руководитель администрации президента Российской Федерации (2011—2016) |
| Патрушев, Николай Платонович    | Сотрудник Ленинградского УКГБ СССР (1975—1991) | Начальник Главного контрольного управления Президента Российской Федерации (май — октябрь 1998, преемник В. В. Путина на этом посту), 1-й зам. директора (1998—1999), директор (с августа 1999 по 2008 год) ФСБ России |
| Черкесов, Виктор Васильевич     | Сотрудник Ленинградского УКГБ СССР (1975—1991), начальник УФСБ России по Санкт-Петербургу и Ленинградской области (с 1992)                                                          | 1-й зам. директора ФСБ России (август 1998—2000), полпред Президента Российской Федерации в Северо-Западном ФО (2000—2003), директор Федеральной службы Российской Федерации по контролю за оборотом наркотиков (2003—2008) |
| Золотов, Виктор Васильевич      | Телохранитель мэра А. А. Собчака | Руководитель Службы безопасности Президента — зам. директора Федеральной службы охраны Российской Федерации (2000—2013), главнокомандующий внутренними войсками МВД России (c 2014), директор Федеральной службы войск национальной гвардии Российской Федерации — главнокомандующий войсками национальной гвардии Российской Федерации (с 2016)                                             |
| Смирнов, Сергей Михайлович      | Сотрудник Ленинградского УКГБ СССР (1975—1991), УФСБ России по Санкт-Петербургу и Ленинградской области (с 1992)                                                                    | Начальник управления собственной безопасности ФСБ России (… — 2000), зам. руководителя Федеральной службы охраны Российской Федерации (2000—2001), начальник УФСБ по Санкт-Петербургу и Ленинградской области (2001—2003), 1-й зам. директора ФСБ России (с 2003) |
| Бортников, Александр Васильевич | Сотрудник Ленинградского УКГБ СССР (1975—1991), начальник УФСБ России по Санкт-Петербургу и Ленинградской области (с 1992)                                                          | Начальник УФСБ по Санкт-Петербургу и Ленинградской области (2003—2004), зам. директора ФСБ России — начальник Департамента экономической безопасности ФСБ (с 2004 по 2008 год), директор ФСБ России (с 2008 года) |
| Полтавченко, Георгий Сергеевич  | Сотрудник Ленинградского УКГБ СССР (1980—1992), начальник Управления Федеральной службы налоговой полиции Российской Федерации по Санкт-Петербургу и Ленинградской области (с 1992) | Полпред Президента Российской Федерации в Центральном ФО (с 2000), губернатор Санкт-Петербурга (с 2011 года) |

### Дачный кооператив «Озеро»
10 ноября 1996 года в Приозерском районе Ленинградской области был зарегистрирован дачный потребительский кооператив «Озеро» для строительства дач на озере Комсомольское, в состав учредителей которого вошли 8 человек. В период президентства В. В. Путина все другие соучредители заняли высокое положение в органах государственной власти и бизнесе:
- Смирнов, Владимир Алексеевич — член Совета директоров Национального космического банка, входящего в Топ-200 российских банков.
- Шамалов, Николай Терентьевич — один из совладельцев банка «Россия»;
- Путин, Владимир Владимирович — президент России
- Якунин, Владимир Иванович — президент ОАО «РЖД» (2005—2015);
- Ковальчук, Юрий Валентинович — один из совладельцев и председатель совета директоров банка «Россия»;
  - его брат, Ковальчук, Михаил Валентинович — директор НЦ «Курчатовский институт» (с 2005), и. о. вице-президента РАН (2007);
- Мячин, Виктор Евгеньевич — один из совладельцев банка «Россия»;
- Фурсенко, Сергей Александрович — генеральный директор ООО «Лентрансгаз» (2003—2008); б. президент РФС;
- Фурсенко, Андрей Александрович — министр образования и науки Российской Федерации (2004—2012); с 2012 помощник президента РФ.

Связь последующей карьеры с соседством с дачей будущего президента члены кооператива или не комментируют, или отрицают (Владимир Якунин: «Соседство с Владимиром Владимировичем никогда не рассматривалось нами как политический трамплин»).
По информации СМИ, приобрести дачные участки будущим членам кооператива помог Виктор Зубков, бывший (с сентября 2007) Председатель Правительства Российской Федерации, тогда — начальник Государственной налоговой инспекции по городу Санкт-Петербургу, в 1985—1989 — руководитель Приозерского района.